# Roy Grootaert
Roy Grootaert (Nijmegen, 17 november 1978) is een Nederlands voormalig voetballer die als verdediger speelde.
Grootaert speelde als profvoetballer bij N.E.C. (20 wedstrijden) en VVV (62 wedstrijden; 1 doelpunt). Van 2003 tot 2011 speelde hij als amateur bij hoofdklasser Achilles '29 uit Groesbeek. In het seizoen 2010/11 kwam hij met Achilles uit in de Topklasse. In 2011 stapte hij over naar Quick 1888 uit Nijmegen maar moest in september van dat jaar met voetballen stoppen vanwege knieklachten.
Vanaf het seizoen 2012-2013 gaat Grootaert de A1 jeugd van Achilles '29 trainen. Daarnaast is hij werkzaam als hoofd zwemzaken bij de Nijmeegse sportfondsenbaden.

## Profstatistieken
| Seizoen | Club   | Land      | Competitie     | Duels | Goals |
| ------- | ------ | --------- | -------------- | ----- | ----- |
| 1997/98 | N.E.C. | Nederland | Eredivisie     | 4     | 0     |
| 1998/99 | N.E.C. | Nederland | Eredivisie     | 9     | 0     |
| 1999/00 | N.E.C. | Nederland | Eredivisie     | 7     | 0     |
| 2000/01 | VVV    | Nederland | Eerste divisie | 19    | 1     |
| 2001/02 | VVV    | Nederland | Eerste divisie | 18    | 0     |
| 2002/03 | VVV    | Nederland | Eerste divisie | 25    | 0     |
| Totaal  | Totaal | Totaal    | Totaal         | 82    | 1     |